# 神置村
神置村（かみおきむら）は、かつて岐阜県羽島郡に存在した村である。
村名は、明治8年の2村の合併の際、東間島村が熊野神社、西間島村が八幡神社を鎮守として対立したのを、両者を併置して和合させようとしたことによる。
現在の各務原市稲羽地区神置町にほぼ該当する。

## 歴史
- かつてこの地域は尾張国葉栗郡であったが、1586年（天正14年）の大洪水により木曽川の流れが大きく変わり、新たな木曽川の北岸の地域は羽栗郡に改称され、美濃国に編入された。
- 江戸時代、この地域は旗本坪内氏領であり、間嶋村と称した。実際には東と西では異なる村であり、その境界線ははっきりしていなかった。この二つの村の間は対立状態であった。
- 1872年（明治5年） - 大区小区制により、旧来の大佐野村、上中屋村、下中屋村、松本村、成清村とで、岐阜県第2大区1小区を形成する。
- 1874年（明治7年） - 住民の対立激化のため、羽栗郡は村の分轄を認め、東間島村と西間島村[1][2]に分離する。
- 1875年（明治8年） - 権令小崎利準の仲裁もあり、東間島村と西間島村が合併。神置村となる。
- 1878年（明治11年） - 郡区町村編制法の制定により大区小区制は廃止。
- 1889年（明治22年）7月1日 - 町村制により旧来の神置村が単独で村制施行し発足。
- 1897年（明治30年）4月1日[3] - 羽栗郡と中島郡が合併して羽島郡となる。
- 1897年（明治30年）4月1日 - 松本村、上中屋村、下中屋村、大佐野村、成清村と合併し中屋村が発足。同日神置村廃止。

## 学校
- 村域に学校はなく、下中屋村の敬恪尋常小学校（現・各務原市立稲羽西小学校）に通学。

## その他
- 旧東間島村の熊野神社と旧西間島村の八幡神社は、1982年（昭和57年）に合祀され、新たに熊野八幡神社として創建されている。